# My Horrible Boss
My Horrible Boss (hangeul : 욱씨남정기 ; RR : Ukssi Nam Jeong-gi) est une série télévisée sud-coréenne diffusée entre le 18 mars et le 7 mai 2016 sur KBS2 avec Lee Yo-won et Yoon Sang-hyun. Elle a été diffusée les vendredi et samedi sur JTBC à 23h00 pour 16 épisodes. 

## Distribution

### Acteurs principaux
- Lee Yo-won : Ok Da-Jeong
- Yoon Sang-hyun : Nam Jung-gi

### Acteurs récurrents
La famille de Nam Jung-gi
- Hwang Chansung : Nam Bong-gi
- Choi Hyun-joon : Nam Woo-joo
- Im Ha-ryong : Nam Yong-gab

#### Gold Chemicals
- Son Jong-hak : Kim Hwan-kyu
- Song Jae-hee : Ji Yoon-ho (Le premier ex-mari de Da-jeong)

#### Lovely Cosmetic
- Yoo Jae-myung : Jo Dong-kyu
- Kim Sun-young : Han Young-mi
- Kwon Hyun-sang : Park Hyun-woo
- Hwang Bo-ra : Jang Mi-ri
- Ahn Sang-woo : Chef d'équipe Shin

## Diffusion internationale
- Malaisie - TV2, 12 juin 2018, lundi et mardi de 20h30 à 21h30